# Santi Demetrio e Bonifacio
Santi Demetrio e Bonifacio je bivša rimokatolička crkva smještena na Piazzetta Teodoro Monticelli, u središnjem Napulju, Italija. Sada se koristi za sastanke i izložbe na Odjelu za arhitekturu Sveučilišta u Napulju.
Izgradnja današnje crkve započela je 1706. prema nacrtima Giovannija Battiste Naucleria. Na tom se mjestu nekada nalazila mala kapelica ili oratorij posvećen svetom Demetriju. A 1683. godine red Somaschi je kupio susjednu palaču, Palazzo Penna, gdje su smjestili redovnike, te su odlučili izgraditi susjednu crkvu. Tlocrt je bio grčki križ, a prekinut je 1725. zbog nedostatka sredstava. Tek nakon 1748. dovršena i interijerno uređena. Glavna oltarna pala, na polikromiranom mramornom oltaru, prikazuje Gospu sa svecima Dimitrijem i Bonifacijem Nicole Marije Rossija. Bočni oltari imaju platna koja prikazuju Gospu s djetetom sa svetim Pavlom pustinjakom, Leonardom opatom i Gerolamom Emilianijem Antonija Romea, te Gospu s djetetom sa svetim Gerolamom Emilianijem Gennara Gambe.
Gušenjem redova u 19. stoljeću crkva je pripala nadbiskupu, zatim Kongregaciji studija (1821.) i Nadbratovštini pohoda (1907.). Napuštena i oronula, restaurirana je 1987. godine. Sada je vlasništvo Ateneo fridericiano di Napoli, a koristi se za sastanke i izložbe Arhitektonskog fakulteta Scuola Politechnica e delle Scienze di Base Sveučilišta Studi di Napoli Federico II.